# Penny Black
Penny Black (hrv. Crni penny) prva je poštanska marka u povijesti korištena u poštanskoj službi. Izdana je u Velikoj Britaniji 1. svibnja 1840. Koristila se za poštanske usluge od 6. svibnja 1840., nakon reforme s ciljem da se poštanske pošiljke naplaćuju po težini, a ne po udaljenosti kao prije. 
Na marki je lik kraljice Viktorije. Za dizajn prve poštanske marke objavljen je natječaj na koji je stiglo više od 2 000 prijedloga. Bila je raspisana nagrada od 600 funti. Nije bilo pobjednika, pa je komisija odlučila, da će kao motiv marke uzeti slika s medaljona Williama Wyona iz 1837., kojeg je izradio u čast kraljčinog posjeta Londonu 1837. (tada je imala 15 godina), a medaljon je oslikao Henry Corboull, zabilježio Charles Frederick i tiskao Perkins Bacon. Prve poštanske marke tiskane su u 60 000 primjeraka, a povući će se iz optjecaja 1841., do kada je izdano 68 milijuna primjeraka, od kojih je oko milijun i pol preživjelo do danas. Svaka od tih markica ima koordinate koje pokazuju gdje je njeno mjesto u arku.